# Leucochrysa ramosi
Leucochrysa ramosi är en insektsart som först beskrevs av Luisa Eugenia Navas 1916.  Leucochrysa ramosi ingår i släktet Leucochrysa och familjen guldögonsländor. Inga underarter finns listade i Catalogue of Life.